# Casa del Balilla (Pavia)
L'ex casa del Balilla è un edificio di Pavia, in Lombardia, ora sede di una fondazione attiva nel settore della formazione e delle politiche attive per il lavoro.

## Storia e descrizione

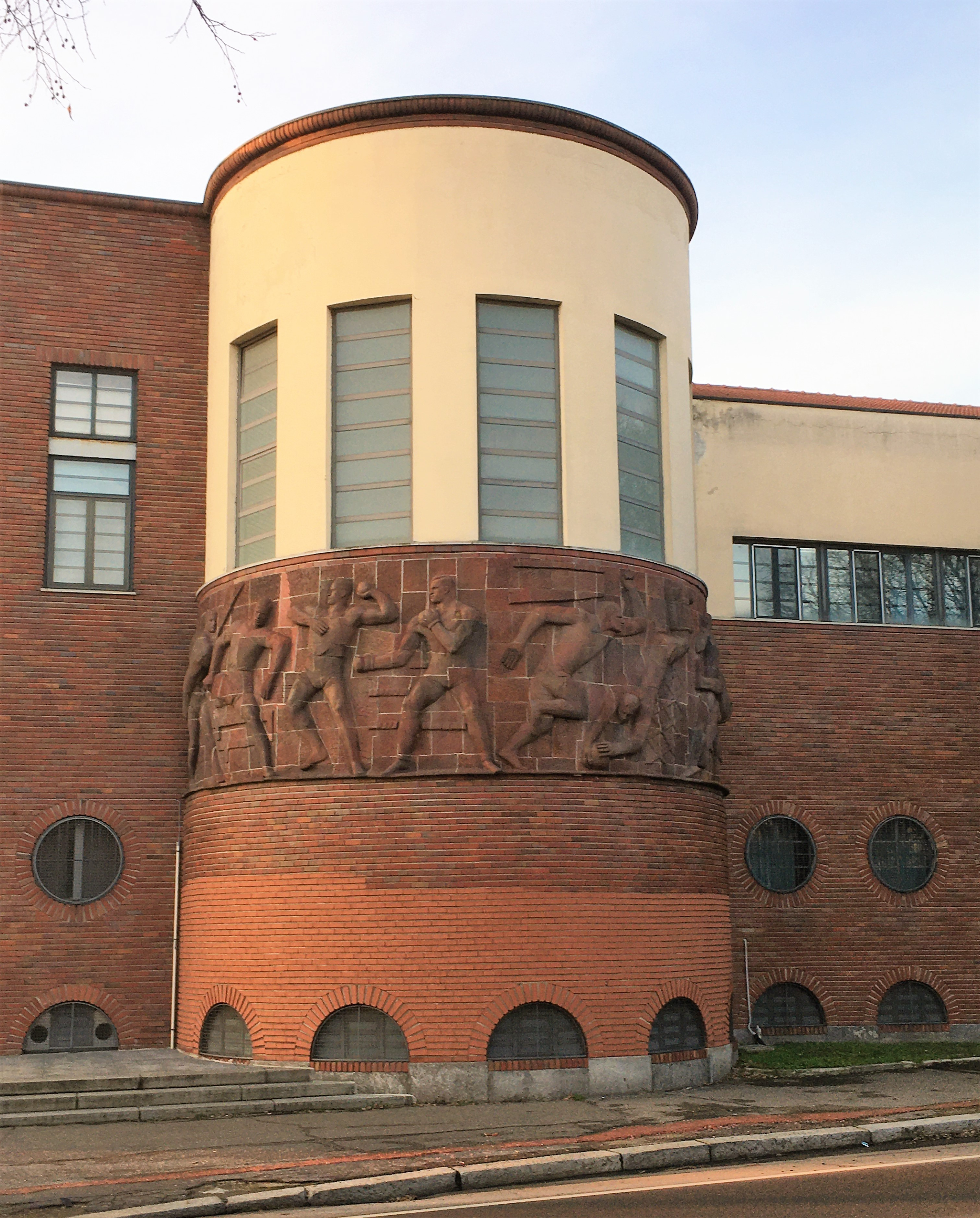
Dettaglio del fregio di Giuseppe Ursi.

L'edificio sorse, a partire dal 1934, per volere del comitato provinciale dell'Opera Nazionale Balilla, che affidò il progetto all'ingegnere Carlo Alberto Sacchi, probabilmente il maggior esponente locale del razionalismo italiano. Precedentemente l’area in cui sorge, a margine del centro storico, presso la riva del Ticino, era occupata dal campo del Tiro a Segno, spostato, nel 1927, in un’altra area della città. Il palazzo, ultimato nel 1936, fu concepito sulla base di esigenze funzionali, con spazi destinati alla formazione culturale, all’assistenza sanitaria, palestre. Quel che caratterizza l’edificio, costituito da due corpi di fabbrica perpendicolari al Ticino, è il grandioso portale d’ingresso a fornice in pietra e, alla sua sinistra, in corrispondenza con la curva del viale principale, un corpo saliente semicilindrico, decorato con una grande fregio in litoceramica opera dello scultore Giuseppe Ursi raffigurante atleti in azione: volumi geometrici che traggono animazione dall’accostamento di materiali diversi e dal risalto delle ampie finestre. Dopo la Seconda Guerra Mondiale il palazzo ospitò il comando dei Vigili Urbani, mentre, partire dagli anni’90 del XX secolo, è sede di una fondazione, accreditata da Regione Lombardia, attiva nel settore della formazione e delle politiche attive per il lavoro.